# Almhorst
Almhorst ist ein Dorf und südlicher Ortsteil der Stadt Seelze in Niedersachsen.

## Geografie
Almhorst liegt inmitten des Calenberger Landes an der L 390. Nachbarorte sind im Norden Lohnde und die Kernstadt Seelzes, im Osten Döteberg, im Süden Kirchwehren und Lathwehren, im Osten Dedensen und der zu Barsinghausen gehörende Stadtteil Holtensen.

## Geschichte
Almhorst, zuvor auch Elmenhorst oder -hurst, später Allmenhorst, bezeichnet vermutlich „Ort am Ulmenwald“. Die Ausdehnung des Ulmenbewuchses, vor allem auch im naheliegenden Lohnder Holz, könnte im Mittelalter bis Almhorst gereicht oder es gar umschlossen haben.
Eine erste konkrete urkundlich belegte Erwähnung findet Almhorst 1282. Eine noch frühere Erwähnung gibt nur den ungefähren Zeitraum 1120–1140 für eine Schenkung an. Um 1600 bestand Almhorst aus 23 Hofstellen, bis zum 19. Jahrhundert stieg die Einwohnerzahl auf 250. War Almhorst bislang ein reines Bauerndorf, so wandelte es sich allmählich. Maßgeblichen Einfluss hatte die Industrialisierung, die Eröffnung der Eisenbahnlinie und der Chemiefabrik im nahen Seelze. Nach dem Zweiten Weltkrieg kam es aufgrund von Flüchtlingsaufnahmen zum Schwanken der Einwohnerzahl.
Almhorst wurde am 1. März 1974 eine der elf Ortschaften der Großgemeinde Seelze. Am 1. März 1977 wurde Seelze zur Stadt erhoben und damit Almhorst zum Stadtteil.

## Politik

### Ortsrat
Der Ortsrat von Almhorst setzt sich aus zwei Ratsfrauen und fünf Ratsherren folgender Parteien zusammen:
- CDU: 6 Sitze
- AfD: 1 Sitz

(Stand: Kommunalwahl 12. September 2021)

### Ortsbürgermeister
Die Ortsbürgermeisterin von Almhorst ist Petra Cordes (CDU). Ihr Stellvertreter ist Julian Kreitz (CDU).

### Wappen
Der Entwurf des Kommunalwappens von Almhorst stammt von dem Heraldiker und Grafiker Alfred Brecht, der zahlreiche Wappen in der Region Hannover erschaffen hat. Die Genehmigung des Wappens wurde am 9. Juni 1971 durch den Regierungspräsidenten in Hannover erteilt.
| Wappen von Almhorst | Blasonierung: „Grün : Gold geteilt, oben ein silbernes Lenkscheit mit goldenen Beschlägen, unten eine zweiblättrige, grüne Hopfenranke mit zwei Dolden.“ |
| Wappen von Almhorst | Wappenbegründung: Das nach dem Orte sich nennende Adelsgeschlecht „von Almenhurst“ hat kein Familienwappen hinterlassen, so dass ein neu zu schaffendes Wappen unbeeinflusst gestaltet werden konnte. Das erste Auftauchen des Ortes – vor der Wappenzeit – war bestimmend, ein rein bäuerliches Symbol, das Lenkscheit, in den oberen Teil des Wappens zu nehmen. In dem unteren Teil des Wappens wird der hier bezeugte Hopfenanbau als besonderes landwirtschaftliches Merkmal durch eine zweiblättrige, grüne Hopfenranke mit zwei Dolden symbolisiert. Bereits seit dem 16. Jahrhundert ist zudem die Flurbezeichnung „Hopfenbruch“ belegt. |

## Kultur und Sehenswürdigkeiten

### Bauwerke
- Die in Ziegelstein gemauerte Almhorster Holländerwindmühle von 1882, die 1942 stillgelegt wurde und heute Wohnzwecken dient.

### Baudenkmäler
- Siehe: Liste der Baudenkmale in Almhorst

### Fotogalerie

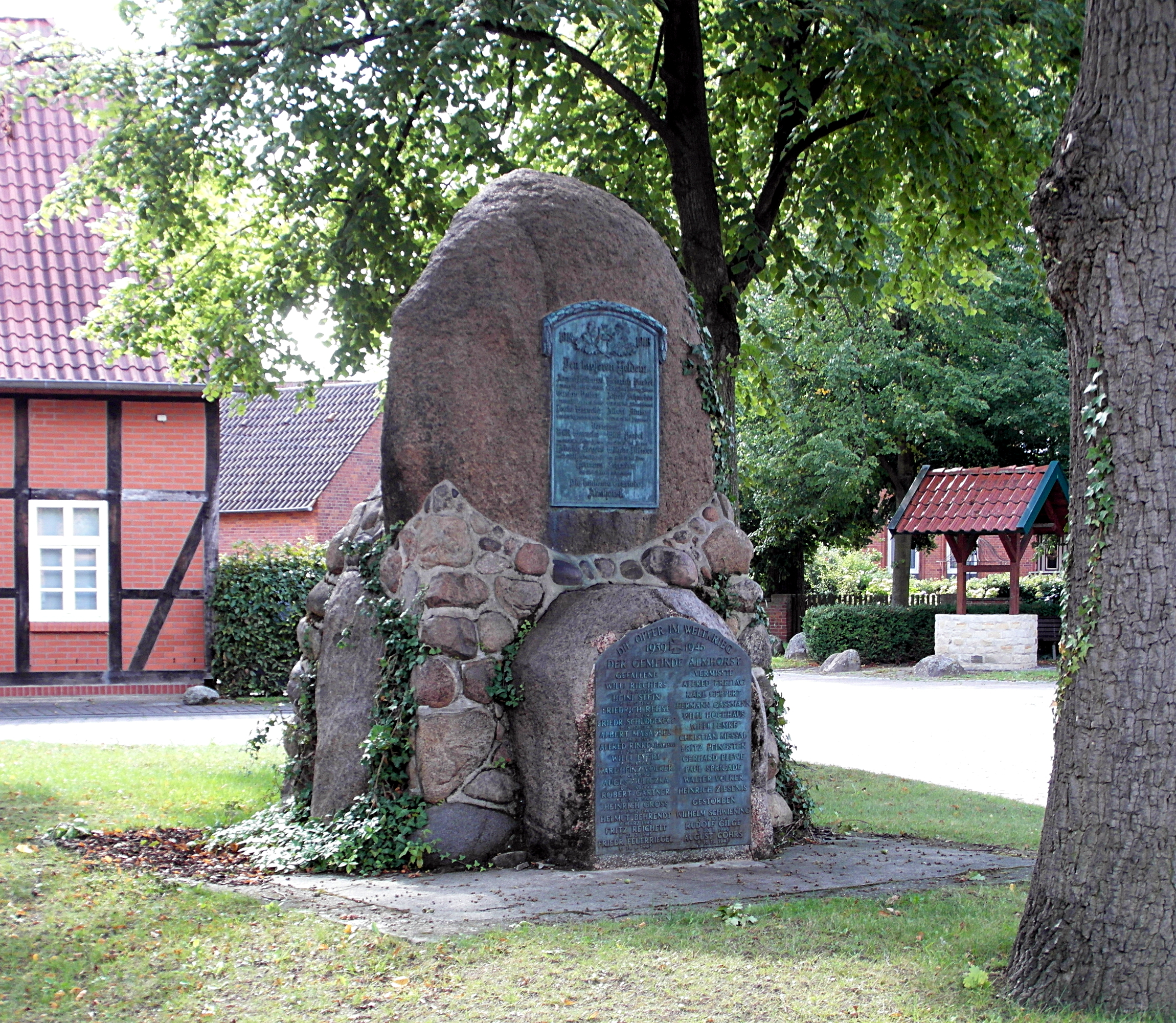
Ehrenmal für die Opfer der Weltkriege
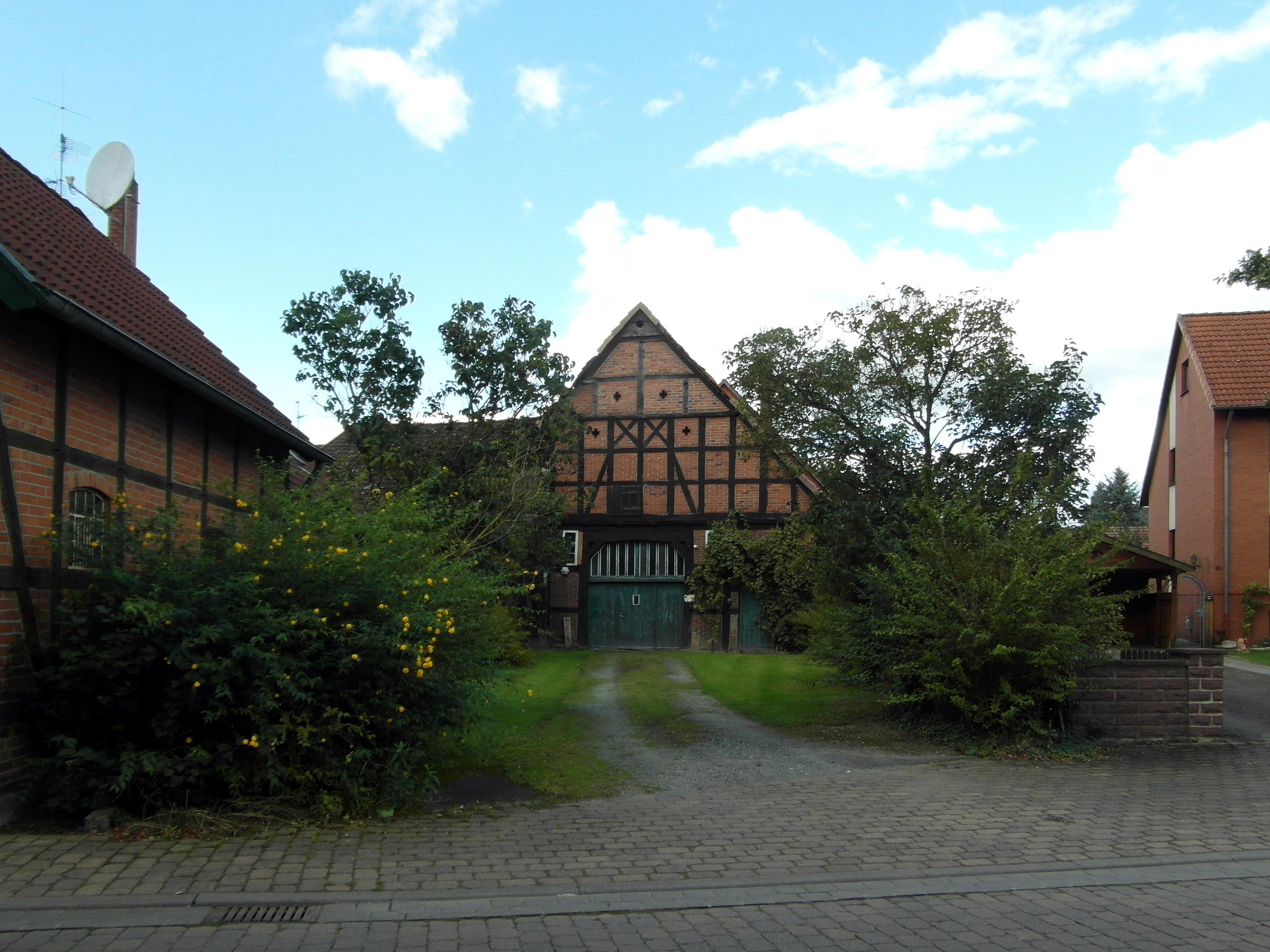
Fachwerkhaus am Hopfenbruch

## Wirtschaft und Infrastruktur

### Bildung
In Almhorst befindet sich eine Grundschule. Sie hat eine lange Tradition, nachdem bereits 1584 ihre Vorgängerin für den Ort und seine Umgebung gegründet wurde. Zum 1. August 2008 wurde die Schule mit der Grundschule Lohnde zu einer Schule an zwei Standorten zusammengelegt und trägt seitdem den Namen Astrid-Lindgren-Schule.

### Verkehr
Zwei Buslinien des Großraum-Verkehrs Hannover (GVH) verbinden Almhorst mit anderen Seelzer Stadtteilen sowie Nachbarorten. Die L 390 durchquert den Ort.